# جيم أندرسون (سياسي)
جيم أندرسون (بالإنجليزية: Jim Anderson)‏ هو سياسي أسترالي، ولد في 8 أغسطس 1943، وتوفي في 22 مارس 2003. انتخب عضو الجمعية التشريعية نيو ساوث ويلز.